# 九龍巴士53線
九龍巴士53線是香港新界的一條巴士路線，來往元朗形點及荃灣（如心廣場），途經元朗大馬路、屏山、天水圍南、廈村、藍地、富泰邨、新墟、置樂花園、三聖邨、青山灣、掃管笏（香港黃金海岸）、屯門公路轉車站、青龍頭、深井、汀九、油柑頭、荃灣西約、柴灣角及荃灣市中心。
本線兩個方向的車站共148個，是九巴以至全港專營巴士路線中擁有最多分站的路線，也是唯一駛經青山公路屯門至荃灣各段的流水巴士路線，由於分站眾多，行車時間亦長達近100分鐘，加上青山公路沿途私人屋苑集中路窄車多令車程更難以掌握，但若以鐵路連接，兩邊總站只需11分鐘車程。
另外自2007年6月24日，68X線總站遷往洪水橋（洪元路）後，本路線曾是唯一一條仍以元朗（東）為總站的九巴路線，直至2017年5月28日，總站遷往元朗站。

## 歷史
- 1973年7月16日：配合九巴大幅度重組路線，50（原稱16，當時來往元朗至佐敦道碼頭）取消分段收費兼實施一人收費而投入服務。當時本線是來往屯門新市（即現時的屯門站附近）及元朗（東），以分流往來元朗至屯門的乘客。全程收費40¢。
- 1975年3月16日：延長至青山灣。全程收費50¢。
- 1977年8月16日：改經田廈路及屏廈路。
  - 自從此路線在1977年加經屏廈路及田廈路後，初時因不設固定站位，加上司機與村民當時存有代溝，故在當年至1979年期間經常發生乘客襲擊車長事件。
    - 1977年9月20日：早上七時至八時之間，兩名司機駕駛利蘭亞比安Victor VT17AL（L119／AD7032、L93／AD7006）在田廈路新生村（該路段當時不設固定站位）落客時均遭多名從道路兩旁閃出的大漢襲擊。事件引致此路線兩次短暫停駛，恢復服務後司機拒絕行經事發一段田廈路。[2]
    - 1979年1月27日：下午一時37分，一輛往青山灣方向的巴士駛至屏廈路第一個巴士站，一名男乘客因不滿司機要求其在後門下車，雙方發生口角，至同路段第二站雙方再度口角，有人打傷司機頭部及左額，司機隨後到元朗警署報案。事件觸發全線司機拒絕駛入田廈路及屏廈路。報導指出當時已是第四次發生與乘客衝突引致此路線罷駛。[3]事件至同年4月1日才獲解決，惟施襲者一直未有被定罪。九巴則聘用多名村民駕駛此路線巴士，以求減少摩擦。
      - 同類事件在1979年9月11日再度發生，一名非村民司機因拒絕乘客在前門下車而受襲，引發此路線司機再次集體罷入田廈路及屏廈路逾一個月。[4]
- 1984年9月23日：50M線（來往元朗至葵芳站）永久停駛，本線延長至荃灣碼頭，與現時的行走路線大同小異。全程收費$2.4。
- 2000年3月19日：荃灣總站遷往荃灣（如心廣場）。
- 2002年8月17日：本線所有車隊改為全線空調巴士行駛。全程收費$8.8。
- 2008年6月8日：九巴加價，全程收費$9.3。
- 2011年5月15日：九巴加價，全程收費$9.7。
- 2012年12月23日至2014年12月29日：配合田廈路進行擴闊工程，介乎廈村與洪水橋田心路之間一段田廈路暫時改作南行單程行車，期間往元朗（東）方向駛經田廈路近田心分站之後改為右轉入洪水橋田心路，經洪天路後右轉屏廈路返回原有路線，並暫時取消新李屋村至沙洲里村分站，改停洪水橋（田心路）總站及石埗村分站[5][6][7][8]。
- 2013年1月27日：配合荃灣五區物業發展及荃灣運輸大樓永久封閉，總站由荃灣（如心廣場）遷往荃灣西鐵路站，以騰出車坑供原於荃灣運輸大樓作總站的新界專綫小巴路線遷入[9][10]。
- 2013年3月17日：九巴加價，全程收費$10.3。
- 2013年7月27日：來回程繞經屯門公路轉車站，並於該處增設分站，且提供與屯門來往市區的各條路線的轉乘優惠[11][12][13]。
- 2014年7月6日：九巴加價，全程收費$10.8。
- 2014年9月20日：往元朗（東）方向取消同樂街分站，改停谷亭街分站[14][15]。
- 2014年12月30日：因田廈路擴闊工程竣工，往元朗方向恢復原有行車路線及停靠車站[16]。
- 2015年3月21日：增設到站時間預報。[17]
- 2015年5月16日：往荃灣西站方向加停麗城花園三期分站[18]
- 2017年5月28日：元朗區總站由元朗（東）遷往元朗站公共運輸交匯處。
- 2017年7月15日：所有雙向分段收費改為只適用於八達通卡，乘客如欲享用雙向分段收費，必須在下車時再次拍卡；同時削減非繁忙時間大部分時段的班次至每35分鐘一班。
- 2017年7月30日：往元朗站方向增停青山公路「豪景花園商場」站。
- 2019年4月8日：荃灣總站遷回荃灣（如心廣場）。[19]
- 2019年12月22日：為配合元朗站物業發展工程，元朗總站臨時遷往形點，直至另行通知。[20][21]
- 2021年4月4日：九巴加價，全程收費11.4。

## 服務時間（詳細班次）
| 元朗形點開           | 元朗形點開 | 元朗形點開 | 元朗形點開 | 元朗形點開 | 元朗形點開 | 元朗形點開 |
| 星期一至五           | 星期一至五 | 星期一至五 | 星期一至五 | 星期一至五 | 星期一至五 | 星期一至五 |
| -------------------- | ---------- | ---------- | ---------- | ---------- | ---------- | ---------- |
| 05:50                | 06:20      | 06:50      | 07:20      | 07:50      | 08:20      | 08:55      |
| 09:30                | 10:05      | 10:40      | 11:15      | 11:50      | 12:25      | 13:00      |
| 13:35                | 14:10      | 14:45      | 15:20      | 15:55      | 16:30      | 17:05      |
| 17:40                | 18:15      | 18:50      | 19:25      | 20:00      | 20:30      | 21:00      |
| 21:30                | 22:00      | 22:35      | 23:10      | 23:45      |            |            |
| 星期六、日及公眾假期 |            |            |            |            |            |            |
| 05:50                | 06:15      | 06:40      | 07:05      | 07:35      | 08:05      | 08:35      |
| 09:05                | 09:40      | 10:15      | 10:50      | 11:25      | 12:00      | 12:35      |
| 13:10                | 13:45      | 14:20      | 14:55      | 15:30      | 16:00      | 16:30      |
| 17:00                | 17:35      | 18:10      | 18:45      | 19:20      | 19:55      | 20:30      |
| 21:00                | 21:30      | 22:00      | 22:35      | 23:10      | 23:45      |            |

| 荃灣（如心廣場）開   | 荃灣（如心廣場）開 | 荃灣（如心廣場）開 | 荃灣（如心廣場）開 | 荃灣（如心廣場）開 | 荃灣（如心廣場）開 | 荃灣（如心廣場）開 |
| 星期一至五           | 星期一至五         | 星期一至五         | 星期一至五         | 星期一至五         | 星期一至五         | 星期一至五         |
| -------------------- | ------------------ | ------------------ | ------------------ | ------------------ | ------------------ | ------------------ |
| 06:10                | 06:45              | 07:20              | 07:55              | 08:30              | 09:05              | 09:40              |
| 10:15                | 10:50              | 11:25              | 12:00              | 12:35              | 13:10              | 13:45              |
| 14:20                | 14:55              | 15:30              | 16:05              | 16:40              | 17:15              | 17:50              |
| 18:25                | 19:00              | 19:35              | 20:10              | 20:45              | 21:15              | 21:45              |
| 22:15                | 22:45              | 23:15              | 23:45              | 00:15              |                    |                    |
| 星期六、日及公眾假期 |                    |                    |                    |                    |                    |                    |
| 06:10                | 06:45              | 07:20              | 07:55              | 08:25              | 08:55              | 09:25              |
| 09:55                | 10:25              | 11:00              | 11:35              | 12:10              | 12:45              | 13:20              |
| 13:55                | 14:30              | 15:05              | 15:40              | 16:15              | 16:50              | 17:25              |
| 18:00                | 18:35              | 19:10              | 19:45              | 20:15              | 20:45              | 21:15              |
| 21:45                | 22:15              | 22:45              | 23:15              | 23:45              | 00:15              |                    |

## 收費
全程：$11.8
元朗站開
| 落車站＼上車站 | 豪景花園 或之前 | 荃灣（如心廣場） 或之前 |
| -------------- | --------------- | ----------------------- |
| 元朗站起       | $10^            | $12.2                   |
| 富泰邨起       | $7.8^           | $10                     |
| 三聖邨起       | $5.6^           | $10                     |
| 豪景花園起     | 不適用          | $6.7                    |

- 有 ^ 之收費必須以八達通卡繳付，並須於下車前再次確認八達通卡方可享有此優惠。

荃灣（如心廣場）開
| 落車站＼上車站     | 豪景花園 或之前 | 三聖邨 或之前 | 富泰邨 或之前 | 元朗站 或之前 |
| ------------------ | --------------- | ------------- | ------------- | ------------- |
| 荃灣（如心廣場）起 | $6.7^           | $10^          | $10^          | $12.2         |
| 青龍頭村起         | 不適用          | $5.8^         | $7.8^         | $10           |
| 三聖邨起           | 不適用          | 不適用        | $7.8          | $7.8          |
| 富泰邨起           | 不適用          | 不適用        | 不適用        | $5.8          |

- 有 ^ 之收費必須以八達通卡繳付，並須於下車前再次確認八達通卡方可享有此優惠。

| - 本線設有12歲以下小童及65歲或以上長者半價優惠。 - 65歲或以上香港居民使用「樂悠咭」，以及12歲以下合資格殘疾兒童使用「殘疾人士身份」個人八達通繳付車資，均可享有每程$2.0或半價（以較低者為準）的票價優惠；12至64歲合資格殘疾人士使用「殘疾人士身份」個人八達通（包括「樂悠咭」），以及60至64歲香港居民使用「樂悠咭」繳付車資，均可享有每程$2.0或全費（以較低者為準）的票價優惠。 - 65歲或以上長者如使用長者或一般個人八達通繳付車資，則只可享有半價優惠；12至64歲合資格殘疾人士如不使用「殘疾人士身份」個人八達通，以及60至64歲人士如不使用「樂悠咭」繳付車資，必須繳付全費。 - 乘客可以現金或八達通於上車時付款，不設找續。 - 每位成人乘客可免費攜帶最多兩名4歲以下而不佔座位的兒童乘客乘車，超額之4歲以下小童必須繳付小童車費乘車。 - 持有「九巴月票」之乘客在車票有效期內，每日可享最多10程任何九龍巴士及龍運巴士路線（包括本路線，以及聯營路線的九龍巴士／龍運巴士提供的班次；惟乘搭機場「A」及「NA」線則可享原價二七折優惠（不會計算每天10次合資格車程））；而B1線則每日可享最多各2程（不會計算每天10次合資格車程）。 - 九龍巴士、城巴、龍運巴士及陽光巴士全職員工及家屬（不包括外判職員）可免費乘搭本路線，惟必須拍職員或職員家屬八達通。 - 乘客亦可透過多元化電子支付系統（e度嘟）繳付車資，包括使用非接觸式VISA卡、JCB卡、萬事達卡、銀聯卡、美國運通、大來國際、Discover Card、Apple Pay、Google Pay、Samsung Pay、AlipayHK「易乘碼」、支付寶、WeChatHK／微信支付「搭車碼」、銀聯雲閃付「乘車碼」及BOC Pay「乘車碼」。乘客使用此付款方式，使用此支付方式的乘客可享有中途下車之分段收費，以及與其他九巴／龍運獨營路線或聯營線九巴／龍運班次之轉乘優惠，惟不適用於與非九巴／龍運路線之轉乘優惠，亦不能享有「公共交通費用補貼計劃」及「長者及合資格殘疾人士公共交通票價優惠計劃」。 |

### 八達通轉乘優惠
乘客登上本線後150分鐘內以同一張八達通卡轉乘B1，或從B1線登車後150分鐘內以同一張八達通卡轉乘本線，次程可獲$4.2車資折扣優惠。

## 使用車輛

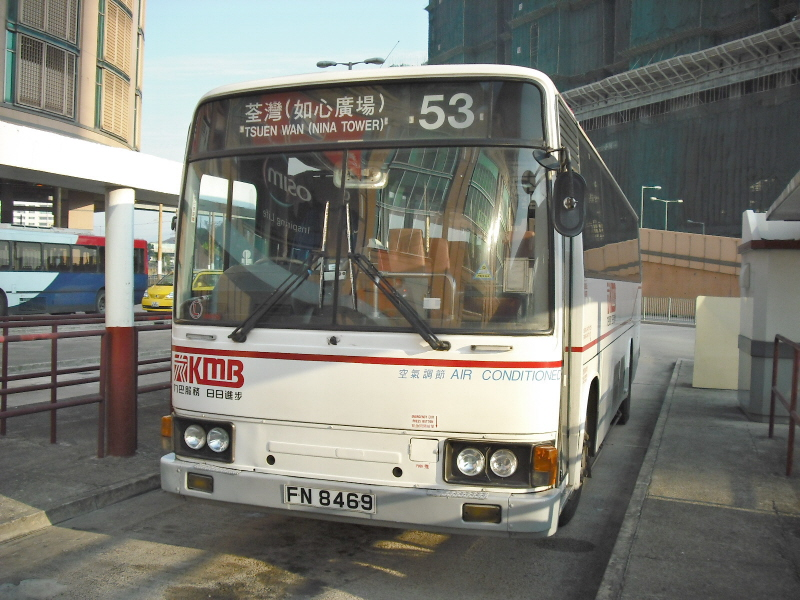
53線曾使用的三菱MK117/217J單層空調巴士

本線長期以來受屏廈路屏山一段的狹窄路面影響，因此一直只能使用11.3米或以下的巴士行走。
初時用車主要以利蘭亞比安Victor VT23L型單層巴士行駛，並於1970至80年代中派出當時嶄新的「短牛」（30呎）丹拿F型支援。本線延長至荃灣碼頭後，本線的常用車演化順序為：丹拿F型、利蘭勝利二型、丹尼士祖比倫、利蘭奧林比安9.7米、都城嘉慕威曼都城巴士9.7米；直至本線全冷，才改用三菱扶桑MK117巴士。由於屏廈路路面限制，只能採用短於11.3米的巴士（即M、D、N、G、BL、DM、ADS、ATS、ASV、ATSE、E6M、AM、ASB、AAU及AAS，車長分別為9.7米、10.1米、9.7米、9.7米、9.5米、9.4米、9.9米、10.6米、10.6米、10.5米、11.3米、9.2米、10.6米及10.4米），而且踏入21世紀雙軸非空調巴士大量淘汰，加上空調化是大勢所趨，由2002年8月17日全冷至今，都是派三菱單層空調巴士行走，直至此車型全面退役。
九巴於2010年新購入的亞歷山大丹尼士Enviro 200 Dart 10.4米低地台單層空調巴士（車隊編號AAU）於2011年5月7日於本路線首航，成為唯一一款可以在屏山段屏廈路行走的九巴低地台巴士車款，也是自2002年8月17日改為全空調服務而換入日本三菱巴士後，再次有英國製巴士於本路線行走，也令本路線首次出現低地台巴士車隊。直至2011年7月1日，2部荔枝角廠（L）廠的同款車隊（AAU11／PX841、AAU12／PX3045，其中後者在來港前於2010年11月2日至11月4日於英國伯明翰舉行的「歐洲巴士博覽2010」參展）正式上掛本路線，取代2部1995年三菱MK217J單層空調巴士（AM176／GJ2752、AM181／GJ3563），同年8月8日起再上掛一部元朗廠的同款巴士（AAU16／PY2123），8天後（8月16日起）餘下4部字軌（包括3個懸空字軌）上掛4部同款巴士（AAU17／PY3422、AAU18／PY3697、AAU19／PY7153、AAU20／PY7740），令本線全線再次以單一車款行走，由於AAU18本身配置手動減速器，該車於11天後（8月27日）調往51號線，改派另一部設有手動減速器的AAU22／PZ1073替代。
現時本線使用7輛亞歷山大丹尼士Enviro 200 Dart 10.4米 雙門版(AAU)單層空調巴士。除單層巴士外，本線亦會使用亞歷山大丹尼士Enviro 40010.5米和亞歷山大丹尼士Enviro 500 MMC11.3米雙層空調巴士。
| 車隊編號 | 車牌   |
| -------- | ------ |
| AAU1     | PU4458 |
| AAU3     | PV4394 |
| AAU6     | PV8212 |
| AAU7     | PW4063 |
| AAU17    | PY3422 |
| AAU19    | PY7153 |
| AAU20    | PY7740 |

## 行車路線

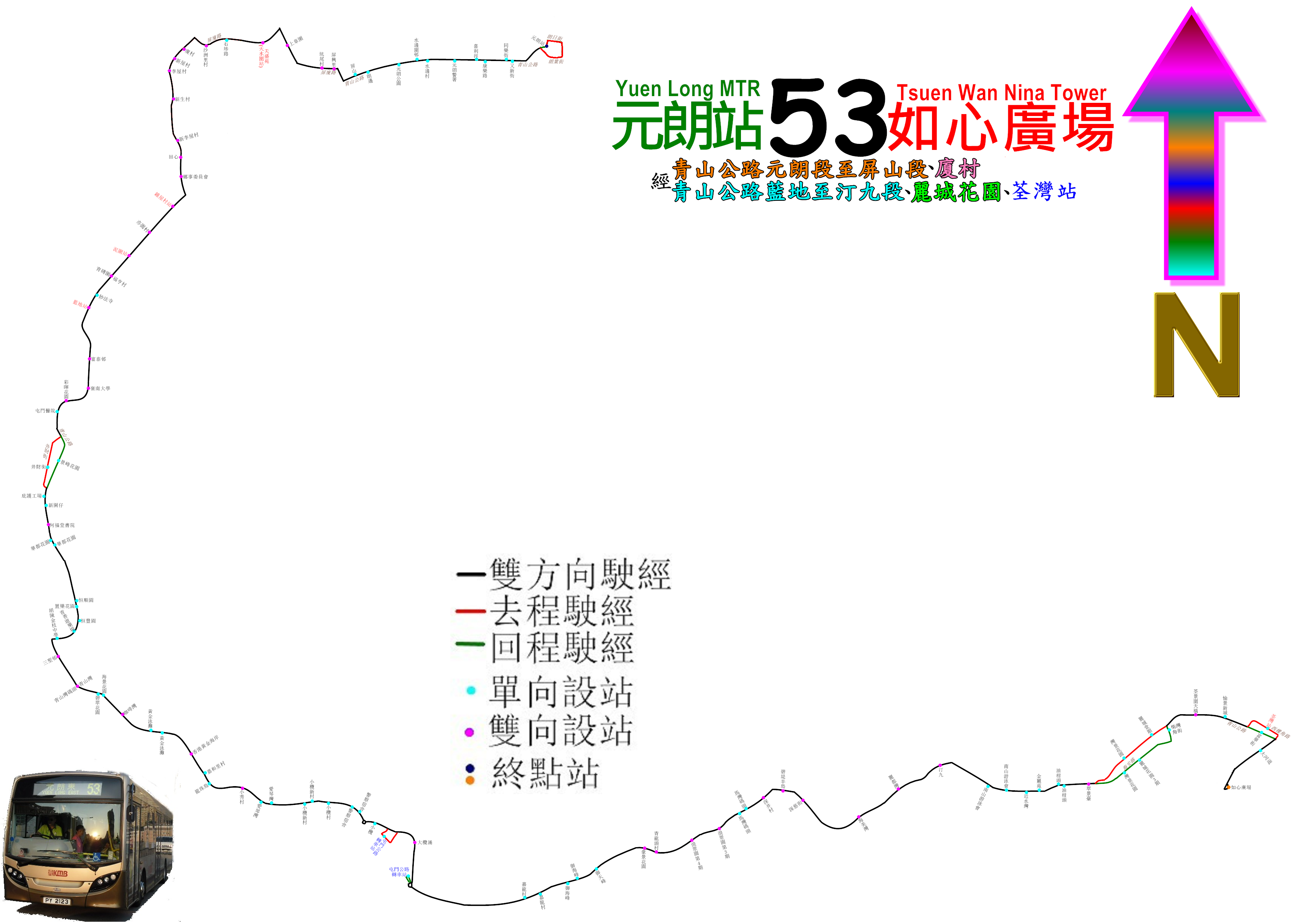
從走線圖中顯示此線來回車站合共149個，是九巴路線中擁有最多分站的路線

元朗形點開經：朗日路、青山公路（元朗段、屏山段）、屏廈路、田廈路、青山公路（洪水橋段、藍地段）、藍地交匯處、青山公路—嶺南段、井財街、青山公路（新墟段、青山灣段、掃管笏段、大欖段）、屯門公路巴士轉乘站、青山公路（大欖段、青龍頭段、深井段、汀九段、新汀九段、汀九段）、海安路、麗志路、青山公路—荃灣段、西樓角路及大河道。
荃灣（如心廣場）開經：大河道、青山公路—荃灣段、海興路、海安路、青山公路（汀九段、新汀九段、汀九段、深井段、青龍頭段）、屯門公路巴士轉乘站、青山公路（大欖段、掃管笏段、青山灣段、新墟段、嶺南段）藍地交匯處、青山公路（藍地段、洪水橋段）、田廈路、屏廈路、青山公路（屏山段、元朗段）及朗日路。

### 沿線車站
| 元朗站開 | 元朗站開              | 元朗站開                 | 荃灣（如心廣場）開 | 荃灣（如心廣場）開   | 荃灣（如心廣場）開       |
| 序號     | 車站名稱              | 位置                     | 序號               | 車站名稱             | 位置                     |
| -------- | --------------------- | ------------------------ | ------------------ | -------------------- | ------------------------ |
| 1        | 元朗形點              | 形點交通交匯處           | 1                  | 如心廣場巴士總站     | 荃灣（如心廣場）巴士總站 |
| 2        | 又新街（S4）          | 青山公路－元朗段         | 2                  | 富華街               | 青山公路－荃灣段         |
| 3        | 康樂路（S10）         | 青山公路－元朗段         | 3                  | 荃景圍天橋           | 青山公路－荃灣段         |
| 4        | 元朗警署（S14）       | 青山公路－元朗段         | 4                  | 柴灣角街             | 青山公路－荃灣段         |
| 5        | 水邊村                | 青山公路－屏山段         | 5                  | 麗城花園三期         | 海安路                   |
| 6        | 元朗公園              | 青山公路－屏山段         | 6                  | 灣景花園             | 海安路                   |
| 7        | 朗邊                  | 青山公路－屏山段         | 7                  | 翠景臺               | 海安路                   |
| 8        | 屏山屏興里            | 屏廈路                   | 8                  | 油柑頭               | 青山公路－汀九段         |
| 9        | 坑尾村                | 屏廈路                   | 9                  | 近水灣               | 青山公路－汀九段         |
| 10       | 屏欣苑                | 屏廈路                   | 10                 | 南山游泳會           | 青山公路－汀九段         |
| 11       | 天水圍站              | 屏廈路                   | 11                 | 汀九                 | 青山公路－汀九段         |
| 12       | 石埗路                | 屏廈路                   | 12                 | 麗都灣               | 青山公路－汀九段         |
| 13       | 沙洲里村              | 屏廈路                   | 13                 | 海美灣               | 青山公路—深井段          |
| 14       | 廈村市                | 田廈路                   | 14                 | 深慈街               | 青山公路—深井段          |
| 15       | 新屋村                | 田廈路                   | 15                 | 碧堤半島             | 青山公路—深井段          |
| 16       | 李屋村                | 田廈路                   | 16                 | 深井村               | 青山公路—深井段          |
| 17       | 新生村                | 田廈路                   | 17                 | 馬灣碼頭             | 青山公路—深井段          |
| 18       | 新李屋村              | 田廈路                   | 18                 | 浪翠園第三期         | 青山公路—青龍頭段        |
| 19       | 田心                  | 田廈路                   | 19                 | 浪翠園第四期         | 青山公路—青龍頭段        |
| 20       | 鄉事委員會            | 田廈路                   | 20                 | 青龍頭村             | 青山公路—青龍頭段        |
| 21       | 鍾屋村站              | 青山公路—洪水橋段        | 21                 | 豪景花園             | 青山公路—青龍頭段        |
| 22       | 亦園村                | 青山公路—洪水橋段        | 22                 | 豪景花園商場         | 青山公路—青龍頭段        |
| 23       | 泥圍站                | 青山公路—藍地段          | 23                 | 御天峰               | 青山公路—青龍頭段        |
| 24       | 福亨村                | 青山公路—藍地段          | 24                 | 御海峰               | 青山公路—青龍頭段        |
| 25       | 妙法寺                | 青山公路—藍地段          | 25                 | 嘉龍村               | 青山公路—青龍頭段        |
| 26       | 藍地站                | 青山公路—藍地段          | 26                 | 屯門公路轉車站（C5） | 屯門公路巴士轉乘站       |
| 27       | 富泰邨                | 青山公路—嶺南段          | 27                 | 大欖涌               | 大欖涌巴士總站           |
| 28       | 嶺南大學              | 青山公路—嶺南段          | 28                 | 小欖                 | 青山公路－大欖段         |
| 29       | 彩暉花園              | 青山公路—嶺南段          | 29                 | 澄麗路               | 青山公路－大欖段         |
| 30       | 井財街                | 青山公路—嶺南段          | 30                 | 小欖村               | 青山公路－大欖段         |
| 31       | 新圍仔                | 青山公路—新墟段          | 31                 | 小欖新村             | 青山公路－大欖段         |
| 32       | 何福堂書院            | 青山公路—新墟段          | 32                 | 愛琴灣               | 青山公路－大欖段         |
| 33       | 華都花園              | 青山公路－青山灣段       | 33                 | 小秀上村             | 青山公路－大欖段         |
| 34       | 恆順園                | 青山公路－青山灣段       | 34                 | 龍珠島               | 青山公路—掃管笏段        |
| 35       | 恆豐園                | 青山公路－青山灣段       | 35                 | 香港黃金海岸         | 青山公路—掃管笏段        |
| 36       | 三聖邨                | 青山公路－青山灣段       | 36                 | 黃金泳灘             | 青山公路－青山灣段       |
| 37       | 青山灣                | 青山公路－青山灣段       | 37                 | 咖啡灣               | 青山公路－青山灣段       |
| 38       | 海景花園              | 青山公路－青山灣段       | 38                 | 碧翠花園             | 青山公路－青山灣段       |
| 39       | 咖啡灣                | 青山公路－青山灣段       | 39                 | 青山灣碼頭           | 青山公路－青山灣段       |
| 40       | 黃金泳灘              | 青山公路－青山灣段       | 40                 | 三聖邨               | 青山公路－青山灣段       |
| 41       | 香港黃金海岸          | 青山公路—掃管笏段        | 41                 | 屯門兆麟政府綜合大樓 | 青山公路－青山灣段       |
| 42       | 嘉和里村              | 青山公路—掃管笏段        | 42                 | 青善遊樂場           | 青山公路－青山灣段       |
| 43       | 小秀村                | 青山公路—大欖段          | 43                 | 置樂花園             | 青山公路－青山灣段       |
| 44       | 愛琴灣                | 青山公路—大欖段          | 44                 | 華都花園             | 青山公路－青山灣段       |
| 45       | 小欖新村              | 青山公路—大欖段          | 45                 | 何福堂書院           | 青山公路—新墟段          |
| 46       | 小欖村                | 青山公路—大欖段          | 46                 | 庇護工場             | 青山公路—新墟段          |
| 47       | 澄麗路                | 青山公路—大欖段          | 47                 | 景峰花園             | 青山公路—新墟段          |
| 48       | 屯門公路轉車站（A12） | 屯門公路巴士轉乘站       | 48                 | 屯門醫院             | 青山公路—新墟段          |
| 49       | 大欖涌                | 大欖涌巴士總站           | 49                 | 彩暉花園             | 青山公路—嶺南段          |
| 50       | 嘉龍村                | 青山公路—青龍頭段        | 50                 | 嶺南大學             | 青山公路—嶺南段          |
| 51       | 御海峰                | 青山公路—青龍頭段        | 51                 | 富泰邨               | 青山公路—嶺南段          |
| 52       | 豪景花園              | 青山公路—青龍頭段        | 52                 | 藍地站               | 青山公路—藍地段          |
| 53       | 青龍頭村              | 青山公路—青龍頭段        | 53                 | 青磚圍               | 青山公路—藍地段          |
| 54       | 浪翠園第四期          | 青山公路—青龍頭段        | 54                 | 泥圍站               | 青山公路—藍地段          |
| 55       | 浪翠園第三期          | 青山公路—青龍頭段        | 55                 | 亦園村               | 青山公路—洪水橋段        |
| 56       | 馬灣碼頭              | 青山公路—深井段          | 56                 | 鍾屋村站             | 青山公路—洪水橋段        |
| 57       | 深井村                | 青山公路—深井段          | 57                 | 鄉事委員會           | 田廈路                   |
| 58       | 海韻花園              | 青山公路—深井段          | 58                 | 田心                 | 田廈路                   |
| 59       | 深慈街                | 青山公路—深井段          | 59                 | 新李屋村             | 田廈路                   |
| 60       | 海美灣                | 青山公路—汀九段          | 60                 | 新生村               | 田廈路                   |
| 61       | 麗都灣                | 青山公路—汀九段          | 61                 | 李屋村               | 田廈路                   |
| 62       | 汀九                  | 青山公路—汀九段          | 62                 | 新屋村               | 田廈路                   |
| 63       | 南山游泳會            | 青山公路—汀九段          | 63                 | 廈村市               | 田廈路                   |
| 64       | 金麗苑                | 青山公路—汀九段          | 64                 | 廈村                 | 屏廈路                   |
| 65       | 油柑頭                | 青山公路—汀九段          | 65                 | 沙洲里村             | 屏廈路                   |
| 66       | 翠景臺                | 青山公路—汀九段          | 66                 | 天水圍站             | 屏廈路                   |
| 67       | 灣景花園              | 海安路                   | 67                 | 上璋圍               | 屏廈路                   |
| 68       | 麗城花園第三期        | 青山公路—荃灣段          | 68                 | 坑尾村               | 屏廈路                   |
| 69       | 麗城花園第一期        | 青山公路—荃灣段          | 69                 | 屏興里               | 屏廈路                   |
| 70       | 荃景圍天橋            | 青山公路—荃灣段          | 70                 | 屏山                 | 青山公路—屏山段          |
| 71       | 愉景新城              | 青山公路—荃灣段          | 71                 | 水邊圍邨             | 青山公路—屏山段          |
| 72       | 荃灣站                | 西樓角路                 | 72                 | 喜利徑（N6）         | 青山公路—元朗段          |
| 73       | 大河道                | 大河道                   | 73                 | 谷亭街（N14）        | 青山公路—元朗段          |
| 74       | 如心廣場巴士總站      | 荃灣（如心廣場）巴士總站 | 74                 | 元朗形點             | 形點交通交匯處           |

## 客量
53線班次疏落，走線迂迴，單程行車中途站逾70個，沿途更與其他公共交通服務互相重疊。不過青山公路「下路」沿途一段優美的風景亦吸引部份巴士迷及情侶檔乘客享受「遊車河」的感覺，更因大部分都是熟客或「見車上車」，故此本線以流水客佔大多數。自本線提供到站時間預報後，乘搭本線的乘客毋須在巴士站等候一段長時間，本線沿線流水客開始增加，加上本線沿途也有一些獨市位(如廈村北部一帶只有本線來往對外、青龍頭一段唯一全日來往荃灣的路線)，故仍有一定客量支持，在假日時甚至會出現滿座情況。
當年曾因客量低迷，運輸署及九巴於1988年建議取消此路線但不果。2016年亦曾提出全日削減至每45分鐘一班，並抽調一輛用車至234B線，但遭到多個區議會及地區人士反對，最終被迫擱置。另外，有區議員建議將234B線延長至屯門公路轉車站，並同時把此路線縮短至該處，藉此改善兩路線在深井至荃灣段互相重疊的情況，同時為深井居民提供更便宜來往屯門公路轉車站的服務。然而，運輸署卻指如延長234B線，便會出現加價的壓力，加上署方暫時不鼓勵提供雙向分段收費；縮短此路線更會分別影響36.4%往荃灣方向及44.5%往元朗方向的乘客，因此對有關建議有所保留。
本線提供八達通雙向分段收費，而且本線沿線流水客甚多，本路線改派亞歷山大丹尼士Enviro 200 Dart後，更經常大部分乘客需要站立，在週末及假日時沿青山公路（屯門一帶）甚至會出現客滿的情況，後來九巴為了疏導乘客，週末及假日有時派出Enviro 500 MMC11.3米或Enviro 40010.5米來應付需求，後來本線更被推薦為巴士遊河首選。

## 外部連結
- 九巴53線官方網站路線資料 （页面存档备份，存于）
- 九巴53線—i-busnet.com （页面存档备份，存于）
- 九巴53線—681巴士總站 （页面存档备份，存于）
- 西北經典系列‧九巴#48 53-最多分站的專營路線 （页面存档备份，存于）
- 香港巴士大典上的相关条目：九巴53線